# 中本太衛
中本 太衛（なかもと たえい、1965年7月26日 - ）は、日本の政治家。衆議院議員を1期務めた。

## 来歴
神奈川県伊勢原市出身。東京都立新宿高等学校卒業、上智大学文学部哲学科卒業、松下政経塾10期生。父は元日本下水道事業団理事長の中本至。
1996年10月の第41回衆議院議員総選挙で神奈川14区より自民党公認で出馬するが落選。2000年6月の第42回衆議院議員総選挙において再度、同選挙区より出馬し初当選（南関東ブロック比例復活）。幹事長派閥だった平成研究会（橋本派）に所属。
2003年11月の第43回衆議院議員総選挙で落選し、秘書が公職選挙法違反（買収）で逮捕され有罪が確定したことから、神奈川14区及び比例南関東ブロックからの5年間の立候補禁止を命じる判決が確定した。
2012年3月21日、たちあがれ日本神奈川14区支部長に就任、次期衆院選にたちあがれ日本公認で神奈川14区から出馬する予定だった。11月、後に合流した日本維新の会から出馬する。12月に行われた第46回衆議院議員総選挙では落選。
2014年に維新が分党して次世代の党が発足するとこれに参加し、9月22日に衆議院議員の松田学を会長に同党神奈川県支部連合会が発足すると同時に中本の副会長就任がアナウンスされた。同年11月21日に同党の次期衆院選第一次公認候補（神奈川14区）として発表された。12月に行われた第47回衆議院議員総選挙では再び落選。2017年9月28日に政党支部を解散し、第48回衆議院議員総選挙には出馬しなかった。

## 政策
- 憲法9条の改正に賛成[8]。
- 集団的自衛権の行使に賛成[8]。
- 「道徳」を小中学校の授業で教える事に賛成[8]。
- カジノの解禁に賛成[8]。
- 首相の靖国神社参拝を問題ないとしている[8]。
- 「村山談話」及び「河野談話」を見直すべきとしている[8]。
- 特定秘密保護法を必要としている[8]。
- 負担増が耐えられないため、年金の給付水準が下がるのはやむをえないとしている[8]。
- 選択的夫婦別姓制度導入に反対[9]。

## 不祥事
- 2003年11月の第43回衆議院議員総選挙で落選した際、秘書が公職選挙法違反（買収）で逮捕され有罪が確定した[10]。このことから2005年1月、総務大臣の許可を得た東京高等検察庁に連座制適用を求める訴訟を起こされる[10][1]。同年4月21日、東京高裁は連座制を適用し、中本に対し神奈川14区からの5年間立候補禁止を命じる判決を下した[11]。10月4日、最高裁判所は中本側の上告を棄却、高裁判決が確定した[12]。